# Tannis Court Tributary
Der Tannis Court Tributary ist ein Wasserlauf in Hertfordshire, England. Er entsteht westlich von Aspenden und fließt in östlicher Richtung bis zu seiner Vereinigung mit dem Aspenden Brook zum The Bourne.